# Quelli della pallottola spuntata
Quelli della pallottola spuntata (Police Squad!) è una serie televisiva creata nel 1982 dal trio di registi Zucker-Abrahams-Zucker, che in precedenza avevano già lavorato insieme a film come Ridere per ridere e L'aereo più pazzo del mondo. Venne creata come parodia di diversi film e telefilm, in particolar modo alla serie televisiva poliziesca Il tenente Ballinger (M Squad, 1957), con Lee Marvin.
Nonostante i favori della critica, la serie venne sospesa dalla ABC dopo solo sei episodi (dei quali soltanto quattro trasmessi nel primo passaggio televisivo). Il successo della serie spinse varie emittenti televisive americane a riproporne le repliche, finché nel 1988 venne prodotto il film cinematografico Una pallottola spuntata (The Naked Gun: From the Files of Police Squad!, regia di David Zucker) e, successivamente, altri due sequel: Una pallottola spuntata 2½ - L'odore della paura (The Naked Gun 2½: The Smell of Fear, regia di David Zucker, 1991) e Una pallottola spuntata 33⅓ - L'insulto finale (Naked Gun 33⅓: The Final Insult, di Peter Segal, 1994). Molte gag della serie vennero riciclate per i film.
In Italia, la serie venne proposta sulla scia del successo ottenuto precedentemente dal film, da qui la scelta di un titolo che lo richiamasse.

## Cast
- Leslie Nielsen interpreta il detective Frank Drebin nella serie (doppiato da Sergio Rossi) e nei tre film.
- Alan North è il capitano Ed Hocken solo nella serie (doppiato da Rino Bolognesi); nei film, il ruolo viene interpretato da George Kennedy.
- Peter Lupus ricopre il ruolo dell'agente Norberg nei sei episodi televisivi (doppiato da Massimo Giuliani), mentre O.J. Simpson appare nei panni di Nordberg nei film.
- Ed Williams è l'unico tra gli attori fissi, insieme a Nielsen, ad apparire sia nella serie (doppiato da Giorgio Lopez) che nei film, interpretando la parte dello scienziato Ted Olson.
- Robert Goulet, che appare come special guest star viene ucciso nella sigla d'apertura del quinto episodio, appare anche nei panni del cattivo Quentin Hapsburg nel secondo Pallottola spuntata.
- La dottoressa Joyce Brothers interpreta se stessa nel quarto episodio della serie televisiva e anche nel primo film Una pallottola spuntata.
- Il personaggio di Johnny l'informatore, presente solo nella serie tv, è interpretato da William Duell (doppiato da Mino Caprio).

## Episodi
La versione americana della sigla iniziale di ogni episodio terminava con il titolo dell'episodio in sovrimpressione, mentre la voce narrante dava intenzionalmente un titolo differente. Nella versione italiana il narratore ripete lo stesso titolo nella grafica.
| Stagione       | Episodi | Prima TV originale | Prima TV Italia |
| -------------- | ------- | ------------------ | --------------- |
| Prima stagione | 6       | 1982               | -               |

## Gag ricorrenti

### La sigla iniziale
Il telefilm aveva una presentazione sullo stile delle produzioni di Quinn Martin dei primi anni settanta, con una poderosa narrazione durante la sigla iniziale, che annunciava l'episodio "...in technicolor", accompagnata da diverse gag.

#### La sequenza dei titoli iniziali
- I titoli iniziali mostrano un primo piano di lampeggiante rosso di un'auto pattuglia, parodiando la serie poliziesca degli anni sessanta N.Y.P.D..
- Quando il capitano Hocken entra in ufficio, qualcuno fuori scena inizia a sparare verso di lui, con risultati ridicoli (un uomo che brucia, uno che si butta fuori dalla finestra, una donna che getta a terra il proprio pargolo per scappare via).
- Rex Hamilton recita la scena dell'attentato ad Abramo Lincoln, che però viene mancato e risponde al fuoco. Pat Proft ha dichiarato che se si fosse realizzata una seconda serie, questa sequenza sarebbe stata sostituita con una simile in cui Mahatma Gandhi avrebbe impugnato un fucile d'assalto.

#### Gli ospiti speciali
Durante i titoli, viene introdotto un attore famoso come "partecipazione straordinaria", ma questi viene immediatamente ucciso nel momento in cui fa la sua apparizione:
- Lorne Greene viene pugnalato e gettato da un'auto in corsa.
- Georg Stanford Brown viene schiacciato da una cassaforte.
- Florence Henderson viene colpita da uno sparo mentre canta in cucina.
- William Shatner schiva degli spari, ma beve del vino avvelenato.
- Robert Goulet viene ucciso da un plotone d'esecuzione.
- William Conrad viene pugnalato e gettato da un'auto in corsa.

Venne registrata anche una sequenza con John Belushi (incatenato ad un blocco di cemento sott'acqua), ma l'attore morì poco prima della messa in onda dell'episodio e i produttori decisero di non usare la scena. Secondo alcune fonti presenti sull'Internet Movie Database i produttori volevano recuperare la scena di Belushi per le repliche di Police Squad! negli anni novanta, ma la pellicola non venne trovata e si presume che sia andata persa.

### Le situazioni ricorrenti
- Il grado di Frank Drebin cambia costantemente, anche in una stessa scena. Spesso introduce se stesso (in narrazione) come "Sergente Frank Drebin, Tenente della squadra di polizia": sergente tenente è inesistente; nella versione originale, definisce se stesso come "Sergeant Frank Drebin, Detective Lieutenant Police Squad"; i più grandi dipartimenti di polizia americani possono avere sia un Detective Lieutenant che un Detective Sergeant, ma non esiste una figura che abbia tutti i gradi.
- Drebin, nel parcheggiare la propria auto, finisce costantemente contro qualcosa, solitamente contro dei bidoni dell'immondizia, ma anche biciclette parcheggiate, ecc. Il numero degli oggetti che colpisce indica anche il numero dell'episodio: nel primo episodio ne colpisce uno, nel secondo due e così via.
- Tutti gli episodi hanno una scena nel laboratorio della polizia, dove lo scienziato Ted Olson tiene dubbie e pericolose lezioni di scienze a un bambino o una bambina, facendo la parodia al programma televisivo statunitense Watch Mr. Wizard (trasmissione per certi versi simile a Hit science, trasmesso in Italia su Rai 3). Drebin lo interrompe sempre nel momento più pericoloso per l'incolumità fisica o morale dei bambini, per farsi aiutare a risolvere il caso su cui sta indagando.
- Ted Olson usa sempre la porta d'ingresso del suo laboratorio, mentre Frank Drebin cammina attorno al set. Questa gag verrà poi ripresa nel primo film.
- Drebin prova sempre ad offrire una sigaretta alle persone che interroga, usando l'espressione "Sigaretta", alla quale si sente sempre rispondere "Sì lo so.".
- Drebin ha sempre bisogno di incontrare Johnny, l'onnisciente lustrascarpe che conosce tutto quello che accade in città. Johnny finge di non sapere niente, finché Drebin non gli dà una ricompensa in denaro. Ogni volta Drebin ottiene le informazioni di cui ha bisogno e, dopo di lui, arriva uno specialista o una celebrità che chiede a sua volta aiuto a Johnny, che mantiene lo stesso atteggiamento venale:
  - Un prete ha bisogno di conoscere il punto di vista di Johnny riguardo alla vita dopo la morte.
  - Un chirurgo chiede a Johnny come effettuare un'operazione di bypass.
  - Un pompiere si fa spiegare come spegnere un incendio in un deposito di mobili.
  - La psicologa Joyce Brothers non sa cosa sia la sindrome di Cenerentola.
  - Il manager della Major League Tommy LaSorda ha bisogno di dritte sul gioco del baseball.
  - Il presentatore Dick Clark fa domande riguardo alla musica ska e si fa consegnare una crema anti-invecchiamento.
- Il criminale di turno finisce sempre alla Prigione di Statesville (gioco di parole con prigione di stato). Nella versione originale, il capitano Hocken ripete sempre i nomi dei criminali catturati negli episodi precedenti, così, nel sesto episodio, vengono nominati tutti i cinque precedenti arrestati, più quello appena catturato.
- Sul vetro della porta d'ingresso degli uffici della squadra di polizia compare la dicitura "Police Squad", in stampatello, ma scritta in modo che da qualsiasi parte del vetro si stia guardando, una delle due parole risulta scritta al contrario.
- Il trio ZAZ (Zucker-Abrahams-Zucker) proviene da Shorewood, un villaggio della contea di Milwaukee, nel Wisconsin. In ogni episodio, c'è qualche riferimento ai luoghi di Milwaukee.
- In tre episodi, Drebin e Hocken discutono dentro un ascensore che si ferma ad un paio di piani, per permettere ad altri personaggi di raggiungere improbabili scenari:
  - Una nuotatrice in costume da bagno esce direttamente sul trampolino di una piscina.
  - Una cantante lirica esce sul palcoscenico durante la rappresentazione di un'opera.
  - Un soldato della cavalleria esce su un accampamento di cowboy accerchiati dagli indiani.

### I crediti finali
Ogni episodio terminava imitando ancora lo stile delle serie anni settanta, con i titoli di coda sui fermo immagine della scena finale, con la differenza che in questo caso non era un vero fermo immagine, bensì gli attori si bloccavano all'unisono, mentre attorno a loro il movimento continuava:
- Durante la risata finale di Drebin e Hocken, i due fanno fatica a tenere spalancata la mascella.
- Il colpevole appena catturato cerca una via di fuga.
- Hocken versa del caffè nella tazza di Drebin, che trabocca e infine cade.
- Norberg, dopo essersi accorto che tutti gli altri sono immobili, prova diverse posizioni in cui bloccarsi a sua volta.
- Uno scimpanzé si agita sui tavoli dell'ufficio.
- Crolla una parete e il soffitto, a causa dei colpi di martello di Norberg che appende un avviso.

## La musica
Il tema musicale della serie è stato scritto da Ira Newborn. Questo tema blues orchestrale è stato ripreso anche per i tre film di Una pallottola spuntata (insieme alle immagini d'apertura del lampeggiante della polizia, già presenti nella serie) e viene considerato il più famoso tra i brani composti da Newborn.
Questa musica viene anche ripresa nell'apertura di un episodio della serie animata I Griffin (Family Guy), accompagnata da immagini del triciclo del personaggio Stewie Griffin, al posto del lampeggiante.

## La serie in DVD
La serie è stata pubblicata in DVD il 6 novembre 2006 nel Regno Unito e un giorno dopo negli Stati Uniti.
Gli extra presenti sul DVD comprendono commenti audio su diversi episodi, una raccolta di gag, una nuova intervista con Leslie Nielsen e una galleria fotografica. I commenti audio sono registrati dalle voci dei creatori Jim Abrahams, David Zucker e Jerry Zucker, insieme agli scrittori della serie Robert K. Weiss e Robert Wuhl.